# 철마천
철마천(鐵馬川)은 부산광역시 기장군 철마면 웅천리의 거문산 홍연폭포에서 발원하여 홍류저수지를 거쳐 부산광역시 금정구 선동 수영강의 회동수원지로 흘러드는 강이다. 지류로는 구칠천, 이곡천, 웅천천, 와여천, 장전천 등이 있다.